# ويليام إي. جونز
ويليام إي. جونز (بالإنجليزية: William Edmondson Jones)‏ هو عسكري أمريكي، ولد في 3 مايو 1824 في مقاطعة واشنغطون في الولايات المتحدة، وتوفي في 5 يونيو 1864 في Piedmont, Augusta County, Virginia ‏ في الولايات المتحدة.